# Benvenuti... ma non troppo
Benvenuti... ma non troppo (Le Grand Partage) è un film del 2015 diretto da Alexandra Leclère.
Il film affronta, coi toni della commedia e ricorrendo al paradosso, il delicato rapporto che la società opulenta ha con i soggetti più poveri, troppo spesso ignorati e discriminati anche da chi a parole dice di difenderli.

## Trama
Durante un inverno eccezionalmente rigido e di fronte alla pressione popolare, il governo francese prende un'iniziativa di emergenza senza precedenti in base alla quale i proprietari di appartamenti molto grandi dovranno dare ospitalità a poveri lavoratori senza casa.
In un lussuoso condominio del centro di Parigi si hanno reazioni diverse.
Una coppia anziana preferisce andare in affitto in un alloggio vicino piccolissimo vedendo il proprio appartamento occupato da una famiglia di immigrati.
Un uomo che vive da solo si prodiga in tutti i modi per accogliere più persone possibili e dar loro ospitalità.
Poi ci sono le famiglie Debreuil e Bretzel... i primi di destra, i secondi attivisti di sinistra. Inizialmente i Bretzel eludono il provvedimento con una raccomandazione e quando proprio non possono evitare ospiti li relegano in soffitta, mentre Pierre Debreuil riporta la mamma abbandonata da anni in ospizio e si prende in casa la storica domestica per creare un "riempimento fittizio".
In seguito saranno tutti costretti ad aprire le loro case e l'egoismo esplicito dei Debreuil e il razzismo strisciante della signora Bretzel saranno messi a dura prova. In particolare è Pierre Debreuil a venire profondamente cambiato dall'intera vicenda, soprattutto grazie all'incontro con Madeleine, una senzatetto con la quale instaura un'amicizia speciale.
L'inverno passa, gli ospiti lasciano le case, ma l'esperienza passata lascia un segno profondo sulle vite di tutti.

## Produzione
La regista aveva proposto il soggetto di questo film già nel 2008 quando le venne risposto che non sarebbe mai stato prodotto.
Maturati i tempi, l'insistenza di Alexandra Leclère è stata premiata.